# Sonata per a piano núm. 3 (Chopin)

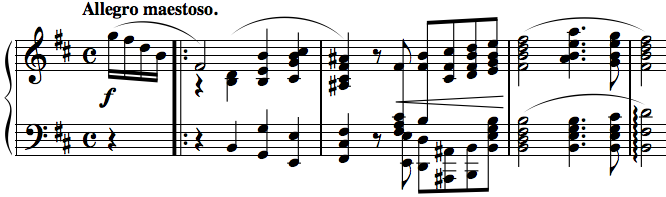
Inici de la Sonata per a piano núm. 3

La Sonata per a piano núm. 3, op. 58, en si menor, és una obra de Frédéric Chopin composta el 1844 i publicada el mateix any a Leipzig i, simultàniament, a París i Londres. Està dedicada a la comtessa Emilie de Perthuis. Juntament amb la sonata anterior, la núm. 2, és considerada com una de les composicions més difícils de Chopin, tant tècnicament com musical. El pianista Stephen Hough considera que és més difícil que Sonata per a piano en si menor de Liszt.

## Anàlisi musical
Està en la tonalitat de si menor. És la més aconseguida i completa de les sonates de Chopin; una autèntica obra mestra. Aquesta sonata anuncia ja les característiques que Johannes Brahms utilitzaria en les seves tres sonates per a piano. Consta dels següents moviments:
- Allegro maestoso. En aquest moviment hi ha dos temes principals, però és tal la capacitat inventiva del compositor, que altres temes enriqueixen el seu contingut. Igual que en la sonata anterior, s'omet en la recapitulació el primer tema, centrant-se en el segon, sostenuto e molto espressivo.
- Scherzo. Molto vivace. Aquest breu moviment té un tema principal que voleteja sobre les tecles. La secció central o trio, en si major, és reposada.
- Largo. El tema principal, en si menor, apareix després d'una solemne introducció en octaves. Tot el moviment, de gran amplitud, és una successió de bonics passatges en el més pur estil del compositor, amb detalls d'un encant somiador i poètic. Musicalment és el més profund dels moviments, en termes de posseir una melodia sostinguda i una innovadora progressió harmònica; a més, rivalitza amb l'extens primer moviment.[2]
- Finale. Presto non tanto. És un rondó de gran força; irromp amb vuit compassos d'una gran densitat que precedeixen el tema principal, apassionat i fogós. És un moviment de molta riquesa rítmica, melòdica i harmònica.

La sonata ha estat enregistrada per molts intèrprets. El primer enregistrament comercial el va fer Percy Grainger el 1925, que posteriorment va ser descrit com "un dels més grans esdeveniments en disc ... El final és simplement enlluernador".